# Устиново (Пермский район)
Устиново — деревня в Пермском районе Пермского края. Входит в состав Двуреченского сельского поселения.

## География
Расположена к северо-западу от административного центра поселения, посёлка Ферма, на реке Устиновка (левый приток реки Мулянка). Примерно в 4,5 км к востоку от деревни проходит автомобильная дорога Пермь — Кунгур.

## Население
| 2010 |
| ---- |
| 548  |

## Топографические карты
- Лист карты O-40-77 Юг. Масштаб: 1 : 100 000. Состояние местности на 1983 год. Издание 1985 г.